# Escurès
Escurès är en kommun i departementet Pyrénées-Atlantiques i regionen Nouvelle-Aquitaine i sydvästra Frankrike. Kommunen ligger i kantonen Lembeye som tillhör arrondissementet Pau. År 2022 hade Escurès 143 invånare.

## Befolkningsutveckling
Antalet invånare i kommunen Escurès
| Referens: INSEE |